# 共重合

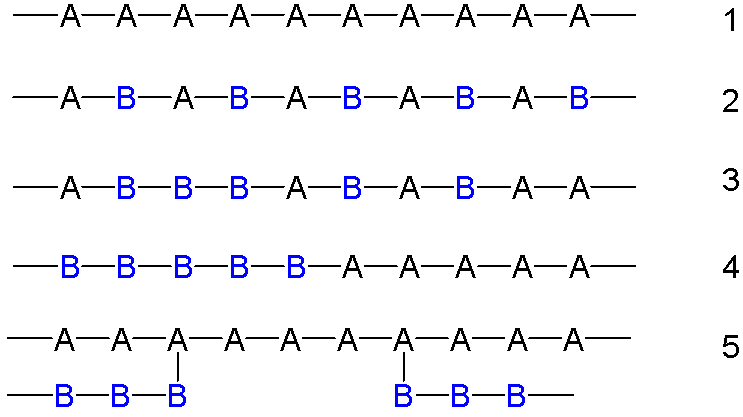
様々な共重合体の模式図。(1) 一般的な重合体、(2) 交互共重合体、(3) ランダム共重合体、(4) ブロック共重合体、(5) グラフト共重合体。

共重合（きょうじゅうごう、英: copolymerization）とは、2種類以上のモノマーを用いて行う重合のこと。生成するポリマーは共重合体 (英: copolymer) と呼ばれる。2種類のモノマーを用いて生成されたポリマーは二元共重合体（バイポリマー）、3種類のモノマーを用いて生成されたポリマーは三元共重合体（ターポリマー）と呼ぶ。
例としては、スチレンゴム（SBR）（スチレンとブタジエンの共重合）、ダイネル（アクリロニトリルと塩化ビニルの共重合、ユニオン・カーバイド社商標の化学繊維）など。
重合機構や配列順序から以下のように分けられる。
- 重合機構による分類
  - ラジカル共重合　-　
  - イオン共重合　-
  - 共縮合　-
- 単量体の配列による分類
  - ランダム共重合 - モノマーの配列に秩序のない共重合
  - 交互共重合 - 二種類のモノマーが交互に並んだ共重合
  - ブロック共重合 - 同種の単量体が長く連続した共重合
  - グラフト共重合 - 幹となる共重合にところどころに枝のように他の重合体が配列